# Edmonde Charles-Roux
Edmonde Charles-Roux (Neuilly-sur-Seine, Alts del Sena, 17 d'abril de 1920-Marsella, Boques del Roine, 20 de gener de 2016) va ser una escriptora francesa. Va guanyar el premi Goncourt de novel·la el 1966 per Oublier Palerme (Oblidar Palerm).

## Biografia
Va ser filla de François Charles-Roux, ambaixador de França, membre de l'Institut de França i últim president de la Companyia del Canal de Suez.
Durant la Segona Guerra Mundial va ser infermera voluntària amb la Legió Estrangera Francesa, en l'11 Regiment d'Infanteria. Va ser ferida a Verdun durant el rescat d'un legionari.
Quan es va recuperar, es va unir a la resistència com a infermera. Més tard, a Provença va ser destinada a la 5 Divisió Armada, on va rebre cursos d'infermera i d'assistent social de divisió. També va servir en el 1r Regiment de Cavalleria Estranger i en el Regiment Mecanitzat de la Legió Estrangera.
Condecorada amb la Creu de Guerra, va ser nomenada Cavaller de la Legió d'Honor el 1945, i va rebre la distinció de vivandière (també denominat cantinière o cantinera) d'honor pel RMLE (Régiment de marche de la Légion Etrangère) de mans del coronel Gaultier, comandant del cos.
El 1946, Edmonde Charles-Roux es va unir a l'equip d'una revista recentment creada, el setmanari femení Elle, on va estar dos anys. Des de 1948 va treballar en l'edició francesa de Vogue, on es va convertir en editor cap al 1954. El 1966 va deixar la revista pel conflicte generat en haver col·locat a una dona de color en la portada.
El 1966, poc després de deixar la revista, va escriure Oublier Palerme i va obtenir el premi Goncourt. Aquest any va conèixer a Gaston Defferre, alcalde de Marsella, amb qui es va casar el 1973.
El 1984 va ingressar com a membre en l'Acadèmia Goncourt, on va aconseguir la presidència en 2002. El 1990, la seva novel·la es va convertir en pel·lícula de la mà de Francesco Rosi, amb el títol de Dimenticare Palermo.
És coneguda també pels seus àlbums de fotografies del seu marit (L'homme de Marseille, 2001) i de Coco Chanel (Chanel Time, 2004). Va escriure així mateix el llibret de diversos dels ballets de Roland Petit, inclòs Le Guépard i Nana.
El 2010 va ser premiada per Nicolas Sarkozy amb el títol de comendador de la Legió d'Honor.

## Obra
- Oublier Palerme 1966, Grasset, (premi Goncourt). En castellà Olvidar Palermo, en l'obra Premios Goncourt de novela, Plaza y Janés, 1966
- Elle, Adrienne, 1971 Grasset. En castellà, Adrienne, Planeta, 1973
- L'Irrégulière ou mon itinéraire Chanel, 1974, Grasset, biografia
- Stèle pour un bâtard, 1980, Grasset
- 'Une enfance sicilienne, 1981, Grasset
- Un désir d'Orient, vol I, biografia d'Isabelle Eberhardt, 1989, Grasset
- Nomade j'étais vol II, 1995, Grasset,
- L'homme de Marseille, 2003, Grasset, àlbum fotogràfic
- Isabelle du désert, 2003, volum combinant «Un désir d'Orient» i «Nomade, j'étais», Grasset
- Le Temps Chanel, 2004, La Martinière / Grasset, álbum fotográfico. En castellà, El siglo de Chanel, Hercé, 2007, i Descubriendo a Coco, Lumen, 2009